# Маркет Хајтс (Илиноис)
Маркет Хајтс (енгл. Marquette Heights) град је у америчкој савезној држави Илиноис. По попису становништва из 2010. у њему је живело 2.824 становника.

## Демографија
Према попису становништва из 2010. у граду је живело 2.824 становника, што је 30 (1,1%) становника више него 2000. године.
| Група             | 2000.         | 2010.         |
| Белци             | 2.722 (97,4%) | 2.712 (96,0%) |
| Афроамериканци    | 11 (0,4%)     | 14 (0,5%)     |
| Азијати           | 7 (0,3%)      | 23 (0,8%)     |
| Хиспаноамериканци | 37 (1,3%)     | 47 (1,7%)     |
| Укупно            | 2.794         | 2.824         |